# Life by You
Life by You era un juego de simulación de vida desarrollado por Paradox Tectonic y publicado por Paradox Interactive . El juego se iba a lanzar para PC con Windows en forma de acceso anticipado en marzo de 2024. El juego se presentaba como una revolución en los juegos de simulación, con un mundo abierto explorable y completamente personalizable. Iba a ser el primero en competir en este género con la marca Los Sims.

## Desarrollo
Life by You es el título debut de Paradox Tectonic, que se fundó en marzo de 2019.  El desarrollo del juego estuvo dirigido por el exvicepresidente ejecutivo de EA Play y director del sello Los Sims, Rod Humble .  El juego fue anunciado el 6 de marzo de 2023,  y el primer avance completo se publicó el 20 de marzo de 2023. Su lanzamiento para PC con Windows está programado para el 5 de marzo de 2024 mediante acceso anticipado, luego de un retraso con respecto a la fecha de lanzamiento inicialmente planificada del 12 de septiembre de 2023.  El juego terminó por ser cancelado mediante un comunicado de Paradox el 18 de junio de 2024.